# Bekaaide Maat
De Bekaaide Maat is een natuurgebied op de oostoever van de rivier de Eem ten noorden van Eemdijk in de Nederlandse provincie Utrecht. Dit gebied maakt deel uit van Nationaal Landschap Arkemheen-Eemland.
De Eem is een ecologische verbindingszone tussen de Utrechtse Heuvelrug en het Eemmeer. De provincie Utrecht streeft naar een rijkbegroeide verbindingszone. Het beleid is erop gericht om in de aanliggende natuurgebiedjes variatie aan te brengen door het laten ontstaan van moeras, schraalland en vochtige ruigte en op de wat hogere droge drogere delen wat bloemrijk grasland. Aan de oostzijde van de Eem hebben de Bekaaide Maat en de zuidelijker gelegen Zwarte Noord en de Bruggematen bij Eembrugge de hoogste natuurwaarden. Het gebied in de uiterwaard is ingericht met een verhoogd waterpeil om het voor bepaalde vogelsoorten aantrekkelijk te maken.Natuurmonumenten is eigenaar/beheerder van het gebied.

## Historie
Tot de aanleg van de Afsluitdijk liep het gebied langs de Eem vaak onder water. De natte gronden konden dan ook alleen als hooiland worden gebruikt. In deze contreien werd naam 'maat' gebruikt voor hooiland. De boerderijen stonden op een hoger gelegen deel van het gebied, met de hooischuur gericht naar het water van de Eem. Zo ontstonden linten van boerderijen op veilige afstand van de Eem. Bij de ontginning van het gebied gold het recht van opstrek. Na verloop van tijd werd rond de maten een kade of 'kaai' gelegd, zodat de 
'Bekaaide Maatpolder' ontstond. Vanaf de Eemdijk loopt de Noordweg het gebied in om westwaarts uit te komen op de Maatweg.
Door het Waterschap Vallei & Eem werd langs de zomerkade bij De Oude Pol, op de hoek van de Westdijk en Eemdijk, een reconstructie gemaakt van een palendijk die de kaaien vroeger moest beschermen tegen het water.
In 2017 werd in de polder vanaf het recreatiegebied 'de oude Loswal' over een dijkgedeelte langs de Eem het recreatieve fietspad 'Eemdijkerpad' aangelegd.